# 姜維北伐
姜維北伐，是指蜀汉繼诸葛亮北伐之後对曹魏的进攻。中国三国时期，蜀汉建興十二年（234年）丞相諸葛亮死於五丈原後，劉禪加封姜維右監軍、輔漢將軍，統率諸軍，進封平襄侯；其後歷任司馬、鎮西大將軍，兼任涼州刺史、衛將軍、大將軍，朝廷授予符節。據《三國志》記載，238年—262年之間，姜維共進行十一次北伐，进攻曹魏。

## 過程

### 第1次北伐
240年，姜維出兵隴西，魏軍郭淮遂進軍，追至強中。姜維撤退后，郭淮討羌迷當等，并把這些部族遷徙到關中地區。

### 第2次北伐
247年，雍州、涼州的羌、胡族人背叛魏國投降蜀漢，蜀漢衛將軍姜維領兵出隴右來接應他們，與雍州刺史郭淮、討蜀護軍夏侯霸在洮西展開戰鬥。胡人首領白虎文、治無戴等人率領部落投降了姜維，姜維把他們遷徙到蜀國境內。郭淮向羌胡餘黨進攻，全部平定了叛亂。郭淮進討羌人，斬餓何、燒戈，降服者萬餘落。

### 第3次北伐
248年，姜維出兵石營，從強川，乃西迎（涼州名胡）治無戴，留陰平太守廖化於成重山築城，招降被魏军击败的羌人。淮欲分兵取之。諸將以維眾西接強胡，化以據險，分軍兩持，兵勢轉弱，進不制維，退不拔化，非計也，不如合而俱西，及胡、蜀未接，絕其內外，此伐交之兵也（破坏敌方与敌方的联合）。淮曰：「今往取化，出賊不意，維必狼顧。比維自致，足以定化，且使維疲於奔命。兵不遠西，而胡交自離，此一舉而兩全之策也。」乃別遣夏侯霸等追維於遝中，淮自率諸軍就攻化等。維果馳還救化，皆如淮計。

### 第4次北伐
249年一月，魏國發生政變（高平陵之變），大將軍曹爽一族被誅殺，魏國右將軍夏侯霸為避禍赴蜀歸降後主劉禪。秋天，衛將軍姜維出攻雍州。初，姜維率眾依麹山築二城，使牙門將句安、李歆等守之，聚羌胡質任等寇偪諸郡。征西將軍郭淮與陳泰謀所以禦之，泰曰：「麹城雖固，去蜀險遠，當須運糧。羌夷患維勞役，必未肯附。今圍而取之，可不血刃而拔其城；雖其有救，山道阻險，非行兵之地也。」淮從泰計，使泰率討蜀護軍徐質、南安太守鄧艾等進兵圍之，斷其運道及城外流水。安等挑戰，不許，將士困窘，分糧聚雪以稽日月。維果來救，出自牛頭山，與泰相對。泰曰：「兵法貴在不戰而屈人。今絕牛頭，維無反道，則我之禽也。」敕諸軍各堅壘勿與戰，遣使白淮，欲自南渡白水，循水而東，使淮趣牛頭，截其還路，可並取維，不惟安等而已。淮善其策，進率諸軍軍洮水。維懼，遁走，安等孤縣，遂皆降。

### 第5、6次北伐
250年，姜維複出西平，由於糧草不繼，不克而還。
253年，姜維率數萬人出石營，經董亭，圍南安，魏雍州刺史陳泰解圍至洛門，漢軍糧草用盡，姜維無奈退兵回漢中。

### 第7、8次北伐
254年，姜維出隴西狄道，狄道守將李简舉城降漢。進圍襄武，與魏將徐質交鋒，斬首破敵，魏軍敗退。姜維大勝後將河關、狄道、臨洮三個縣的居民遷往蜀地居住，姜維在取得了民力資源之後退兵。
255年，姜維出兵奇襲狄道，於洮西大破王經，經眾死者數萬人，這是姜維數次北伐中最大的戰果。王經退保狄道城，姜維圍之。魏征西將軍陳泰進兵解圍，漢軍糧草用盡，姜維退兵，駐守在鐘提。

### 第9次北伐
256年，姜維再次出兵，因漢將胡濟沒能會合，故魏將鄧艾在段谷擊敗姜维，蜀漢軍隊死傷慘重，將士多對姜維有所怨恨，姜維趕緊退兵回漢中。姜維為負敗戰之責上表自貶為後將軍，但仍行使大將軍權力。

### 第10次北伐
257年，正逢魏國諸葛誕發起叛亂，姜維趁機出兵秦川，魏军堅守不戰。隔年（258年）諸葛誕兵敗被殺，姜維退兵漢中，重新復任為大將軍。

### 第11次北伐
262年，姜維再次出兵，與魏將鄧艾戰於侯和，被鄧艾所擊敗，然後還住沓中屯軍，這是姜維最後一次北伐。此時宦官黃皓欲以閻宇替代姜維，姜維因厭惡黃皓掌權，多次向後主劉禪請求誅殺黃皓，但後主劉禪沒有接受也不理會，姜維察覺後主已不信任他，此舉可能只讓黃皓有陷害自己的機會，為了避禍便帶領直屬主力軍前往沓中，以防守邊關為由，在沓中屯田禦敵，兼避開黃皓勢力的侵害。

## 重要參戰人物
|  | - 蜀漢 - 姜維 - 張翼 - 廖化 - 王平 - 馬忠（病死） - 鄧芝 - 張嶷（戰死） - 夏侯霸（從魏軍投降，後病死） - 胡濟（因來遲而令姜維敗於魏軍） - 句安（投降） - 句扶 - 李韶（投降） - 餓何（战死） - 燒戈（战死） - 趙廣（战死） - 劉敏 - 柳隱 - 來忠 - 向充 - 傅僉（战死） - 王嗣 - 黃皓（令姜維第10、11次北伐被迫退兵） - 閻宇（黃皓推舉取代姜維） | - 曹魏 - 司馬師 - 司馬昭 - 司馬望 - 郭淮 - 陳泰 - 鄧艾 - 胡奮 - 王祕 - 徐質（戰死） - 郭脩（被俘） - 鍾會（於第11次北伐才參與） - 王經（因国内政变被杀） - 夏侯霸（投奔蜀漢） - 諸葛誕（叛亂被殺） - 李簡 （投降） - 句安（從蜀軍投降） |

## 評價
蜀漢大將軍兼涼州刺史姜維進行十一次北伐曹魏，但由於朝中極力反對、後方百姓厭戰、前線士兵軍心不穩等因素，導致戰事對蜀漢不利，雖在其中幾次北伐有所斬獲，並在第八次北伐的狄道之戰（洮西會戰）重挫魏軍，為蜀漢建國以來最佳的交鋒戰果，但在戰術上僅取得小規模勝利，就整體效益而言算是失敗的軍事行動。
蜀漢因姜維長期北伐間接造成蜀漢國力逐年下滑，蜀漢上下人心厭戰、物資逐年缺乏，士兵軍心不穩定，而宦官黃皓趁機掌權挑撥劉禪與姜維，而後姜維避免惹禍上身則率領大軍前往沓中屯田，以致許多史學家認為蜀漢重要據點缺乏士兵固守，但實際上當魏發動滅蜀一役時姜維仍能固守劍閣，阻擋鍾會大軍。
曹魏國內諸軍大都督司馬師、撫軍大將軍司馬昭由於多取得大規模戰略性勝利，因此在曹魏聲勢日漸壯大，趁機削弱朝中異己，刻意架空曹氏皇室宗親的權力。為司馬昭之子司馬炎建立晉朝而鋪路。

## 評論
一次北伐會議進行時，蜀漢征西大將軍張翼曾说：「國小民勞，不宜黷武。」在最後一次北伐進行時，廖化曾说：「兵不戢，必自焚，伯约之谓也。智不出敌而力少于寇，用之无厌，将何以存！」
《三国志》陳壽評曰：「姜維粗有文武，志立功名，而玩眾黷旅，明斷不周，終致隕斃。老子有云：『治大國者猶烹小鮮。』況於區區蕞爾，而可屢擾乎哉？」
近代史学家吕思勉在《三国史话》中分析：“……诸葛亮死后，蜀汉还有二十九年的命运。这二十九年之中，前十二年，总统国事的是蒋琬；中七年是费袆；后十年是姜维。蒋琬、费袆手里，都不甚出兵伐魏。姜维屡次想大举，费袆总裁制他，不肯多给他兵马。费袆死后，姜维做事才得放手些，然而亦无大功，而自己国里，反因此而有些疲弊。当时很有反对他的人。后来读史的人，亦有以蜀漢之亡归咎于姜维的用兵的，其实亦不尽然。”又云：“从魏齐王芳之立，至高贵乡公的被弑，其间计二十一年，即系入三国后之第二十一年至第四十一年，正是魏国多事之秋，蜀汉若要北伐，其机会断在此间，而其机会又是愈早愈妙，因为愈早则魏国的政局愈不安定。然此中强半的时间，都在蒋琬、费袆秉政之日，到姜维掌握兵权，已经失之太晚了。所以把蜀漢的灭亡，归咎到姜维，实在是冤枉的。倒是蒋琬、费袆，应当负较大的责任。”